# Fantastic OT9
Fantastic OT9（ファンタスティック・オーティー・ナイン）は、日本のミュージシャン奥田民生の9枚目のアルバム。2008年1月16日発売。発売元はエスエムイーレコーズ。完全限定生産アナログ盤も同時発売。

## 解説
- 前作『comp』から2年9ヶ月ぶり。フルアルバムでは『LION』から3年3ヶ月ぶりのリリースとなった。
- タイトルは奥田自身の満足度が高かったことから、ストレートに自身のイニシャルと「素晴らしい9枚目のアルバム」という意味を込めてつけられた。2007年12月に各媒体を招いてアルバム完成記念試聴会が行われたが、これも自信の表れだという。
- 『E』『LION』と同じくトータルコンセプトはなく、長期間にわたり様々な場所、時期にレコーディングしているため、各曲が独立している。デジタル配信も普及してきたことにより奥田も曲順にはこだわらず、アナログ盤の収録時間を基準に決められた。

## 収録曲
| 全作詞・作曲: 奥田民生。 |                                |          |            |      |
| #                        | タイトル                       | 作詞     | 作曲・編曲 | 時間 |
| 1.                       | 「イナビカリ」                 | 奥田民生 | 奥田民生   | 3:57 |
| 2.                       | 「スルドクサイナラ」           | 奥田民生 | 奥田民生   | 3:55 |
| 3.                       | 「フロンティアのパイオニア」   | 奥田民生 | 奥田民生   | 3:53 |
| 4.                       | 「愛のボート」                 | 奥田民生 | 奥田民生   | 4:56 |
| 5.                       | 「いつもそう」                 | 奥田民生 | 奥田民生   | 4:42 |
| 6.                       | 「アドレナリン」               | 奥田民生 | 奥田民生   | 4:11 |
| 7.                       | 「3人はもりあがる（JとGとA）」 | 奥田民生 | 奥田民生   | 4:09 |
| 8.                       | 「カイモクブギー」             | 奥田民生 | 奥田民生   | 3:46 |
| 9.                       | 「ちばしって」                 | 奥田民生 | 奥田民生   | 3:04 |
| 10.                      | 「今から海を」                 | 奥田民生 | 奥田民生   | 4:28 |
| 11.                      | 「鈴の雨」                     | 奥田民生 | 奥田民生   | 5:14 |
| 12.                      | 「なんでもっと」               | 奥田民生 | 奥田民生   | 5:11 |
| 13.                      | 「無限の風」                   | 奥田民生 | 奥田民生   | 4:51 |
| 14.                      | 「明日はどうだ」               | 奥田民生 | 奥田民生   | 4:50 |
| 合計時間:                | 合計時間:                      | 61:07    |            |      |

### 曲解説
1. イナビカリ
NHK BS-1「AFCアジアカップ 2007」テーマソング。配信限定で先行配信された。
2. スルドクサイナラ
3. フロンティアのパイオニア
PUFFYがシングル「All Because Of You」のカップリングでカバーしている。
4. 愛のボート
5. いつもそう
6. アドレナリン
7. 3人はもりあがる（JとGとA）
8. カイモクブギー
9. ちばしって
10. 今から海を
11. 鈴の雨
12. なんでもっと
13. 無限の風
21stシングル。
14. 明日はどうだ
21stシングルのカップリング。

## 参加ミュージシャン
- 奥田民生 - ボーカル、 ギター、パーカッション (#3, 6, 8, 10) 、ハンドクラップ (#8)
- 湊雅史 - ドラムス、パーカッション (#10, 12)
- 小原礼 - ベース、アコースティック・ギター (#10)
- 斎藤有太 - キーボード
- スティーブ・ジョーダン - ドラムス (#4, 14) 、ベース (#4) 、パーカッション (#4, 14) 、ハーモニー (#4, 14)
- ピノ・パラディーノ - ベース (#14)
- ダニー・コーチマー - ギター (#14)
- アイヴァン・ネヴィル - キーボード (#4)
- 沼澤尚 - ドラムス (#13)
- 根岸孝旨 - シタール (#12)